# 李怀达
李怀达（？—？），陇西狄道（今甘肃省临洮县）人，凉武昭王的孙子，西凉骁骑将军、祈连酒泉晋昌三郡太守李翻的儿子。
太平真君三年（442年）十二月，李怀达在兄长李宝的命令下与侄子李承上表造访平城，归顺北魏。魏太武帝拓跋焘赞赏李宝的忠诚，拜李怀达为散骑常侍、敦煌郡太守，另外派遣使者授予李宝使持节、侍中、都督西垂诸军事、镇西大将军、开府仪同三司、领护西戒校尉、沙州牧、敦煌公，仍然镇守敦煌，四品以下的官员听任李宝秉承皇帝旨意非正式委任。

## 家族

### 兄弟
- 李宝，北魏镇北将军、敦煌宣公
- 李抗，刘宋晋寿、安陆、东莱三郡太守
- 李钦[4][5]